# РКС «Корнет»
РКС «Корнет» — травматический револьвер украинского производства.

## История
Универсальный сигнально-газовый револьвер РКС «Корнет» с возможностью стрельбы патронами с резиновыми пулями был разработан в 1995 году полтавским малым частным предприятием "Вьюга" на основе конструкции ранее разработанного 9-мм газового револьвера РКС-2 «Корнет» в соответствии с техническими условиями к газовым пистолетам и револьверам ТУ 13940779 001-95 "Средство индивидуальной защиты (газовое)". Револьвер стал первым образцом травматического оружия украинского производства.
29 июня 1996 года Кабинет министров Украины принял решение о создании в составе таможенной службы подразделений таможенной охраны, сотрудникам которой было разрешено использование огнестрельного оружия и специальных средств.
27 июля 1996 года министерство внутренних дел Украины разрешило выдавать отдельным категориям лиц, жизни и здоровью которых может угрожать опасность (судьям, работникам судов, сотрудникам правоохранительных органов и другим лицам, принимающим участие в судопроизводстве, а также их близким родственникам) средства защиты, в перечень которых были изначально включены бронежилеты и газовые пистолеты, однако 4 августа 1997 года в этот перечень были внесены "устройства отечественного производства для отстрела боеприпасов с резиновыми пулями несмертельного действия", после чего хозяйственным управлением МВД Украины было закуплено некоторое количество травматических револьверов РКС "Корнет".
21 августа 1998 года травматическое оружие было разрешено в качестве гражданского оружия самообороны, и в 1998 году в соответствии с техническими условиями ТУ-У 13940779.006-98 была разработана модель револьвера РКС «Корнет-С».
В декабре 2001 года конструкция револьвера была запатентована.
По состоянию на начало 2002 года револьвер "Корнет" являлся самым дешёвым образцом сертифицированного на Украине травматического оружия (от 430 до 570 гривен, в то время как стоимость травматического пистолета "Форт-12Р" производства НПО "Форт" составляла 1300-1900 гривен, а стоимость переделанного харьковским ООО "СОБР" из пистолета Макарова травматического пистолета ПМР составляла 1200 гривен).
В марте 2009 года в Полтавской области был задержан капитан внутренних войск Украины, сохранивший печать расформированного подразделения и получивший по поддельным документам крупную партию револьверов «Корнет-С» с целью последующей продажи, при задержании у него изъяли 297 шт. револьверов этой модели.
В 2010 году на вооружении государственных силовых структур Украины травматических револьверов РКС «Корнет» уже не имелось.

## Описание
Револьвер гладкоствольный. Литая рамка, барабан и ствол изготовлены из лёгкого сплава. Для экстракции стреляных гильз барабан откидывается влево. Ось барабана выполняет роль шомпола. Ударно-спусковой механизм стальной, двойного действия (допускает стрельбу как с предварительным взведением курка, так и без такового). Прицельные приспособления открытого типа, нерегулируемые, состоят из мушки и целика. Накладки на рукоять пластмассовые.
Эффективная дальность стрельбы газовыми и травматическими патронами составляет до 3 м.

## Варианты и модификации
- РКС «Корнет» - первый вариант 1995 года под патрон АЛ-9Р (9-мм травматический патрон производства МЧП "Вьюга", снаряженный сферической резиновой пулей массой 0,5 грамм, изготовленной из резины марки В-14-НТА), также обеспечивающий возможность стрельбы холостыми и газовыми патронами[1]
- РКС «Корнет-С» - вариант 1998 года, обеспечивающий возможность стрельбы травматическими патронами АЛ-9Р и "Оса" (9-мм травматический патрон производства МЧП "Вьюга", собранный в удлиненной гильзе и снаряженный двумя резиновыми пулями), а также холостыми, газовыми и сигнальными патронами[1]
  - РКС «Корнет-С» (люкс) - хромированный вариант исполнения револьвера «Корнет-С».
- «Леди-Корнет» - компактный вариант револьвера «Корнет» под 9-мм травматический патрон АЛ-9Р с уменьшенной до 60 мм длиной ствола, пятизарядным барабаном и уменьшенным размером рукояти (адаптированным под размеры женской ладони).

## Страны-эксплуатанты
- Украина - некоторое количество револьверов поступило в МВД Украины и Управление государственной охраны, но после появления травматических пистолетов Форт-12Р они были списаны и распроданы[10]; также они разрешены к использованию сотрудникам частных охранных структур[11][12]